# Веселин Ангелов
Веселин Ясенов Ангелов е български историк.

## Биография
Роден е през 1953 г. в с. Ягодина, Смолянска област. Учи в гимназията „Васил Дечев“ в гр. Чепеларе. Учителят му по история Димитър Райчев го запалва по историята и едновременно с това по пещерното дело. Получава от пещерния клуб в Чепеларе званието почетен пещерняк във връзка с изучаване на Ягодинската пещера. Музеят по спелеология и карст разпалва интереса му към музейното дело.
Завършва история във Великотърновския университет. За кратко работи като учител в село Змеица. По-късно работи като уредник в Историческия музей в Благоевград. Автор е на редица тематични планове на музейни експозиции и тематични изложби. Работи с известния художник Злати Чалъков.
От 1979 г. извършва издирвателска работа в местни и централни архиви в страната за материали, свързани с най-новата история на България. През 1995 г. получава право да издирва три месеца исторически материали в архива на Република Македония. По-късно става старши научен сътрудник ІІ степен при БАН, като защитава и докторска степен.
Член е на комисията за разкриване на документи за дейността на бившата ДС и бившето РУ при ГЩ на БНА (2001 – 2002 г.).
Автор на над 25 монографии и документални сборници, посветени на Македонския въпрос, Възродителния процес и други исторически събития от най-новата ни история. Консултант е на редица документални филми, като Хроника на едно национално предателство и Само защото бяха българи на Милена Милотинова. Автор е на документални филми от поредицата Път към Голгота на БНТ с режисор Марин Градинаров, като: Архимандрит Калистрат, Отец Петър Дивизиев, Отец Рафаил Раев и др. Ангелов е автор също на предговора към книгата на Джъстин Маккарти – Смърт и изгнание: етническо прочистване на османските мюсюлмани 1821 – 1922, научен консултант е на 5-те тома на изданието Път към Голгота на съставителя Иван Гаджев. Автор е на над 35 статии, студии и публикации, оповестени в различни научни издания.